# ابراهیم حکری
ابراهیم بن عبدالله حُکری (؟ -۱۳۷۸م) زبان‌شناس حجازی در سدهٔ هشتم هجری بود. از اهالی حُکره، طائف بود و ساکن مصر نیز شد. قضاوت مدینه را برعهده گرفت. شرح الألفیه از ابن مالک در نحو، از آثار اوست.